# Cent ans aux Pyrénées
Cent ans aux Pyrénées est un livre en sept tomes écrit par Henri Beraldi entre 1898 et 1904, qui expose l'histoire de la découverte « pittoresque » (ou touristique) des Pyrénées, de leurs ascensions et de leurs descriptions, de Ramond (1755-1827) aux années 1900. C’est un ouvrage de bibliophilie où Beraldi, dans un style alerte, presque journalistique, raconte la conquête des sommets à partir de la littérature. Il y invente précisément la notion de pyrénéisme : Il y a fallu un siècle d'efforts, dont la trace est une série d'écrits formant l'histoire du pyrénéisme — on dit pyrénéisme comme on dit alpinisme […]. Selon Beraldi, le pyrénéiste ne se contente pas d’escalader, il ressent, il raconte, il écrit.
La première édition devait être illustrée par le peintre et dessinateur Charles Jouas, ami de Beraldi avec qui il a fait de nombreuses ascensions. Mais les illustrations, réalisées et gravées par Henri Paillard, ne sont pas utilisées, à l’exception de sept portraits de pyrénéistes ornant les couvertures des sept tomes : Ramond, Lézat, Russell, Nansouty, Schrader, Chausenque, Peytier et Hossard.

## Contenu de l’ouvrage

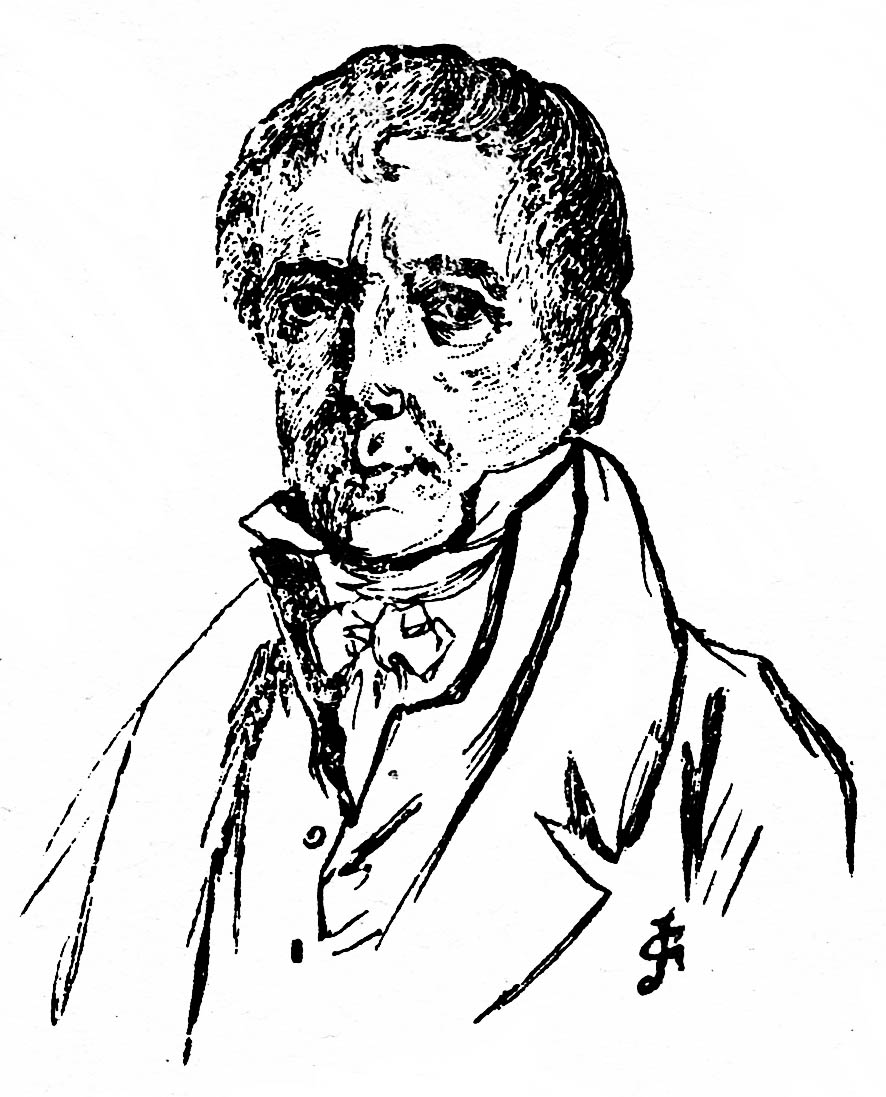
1. Ramond

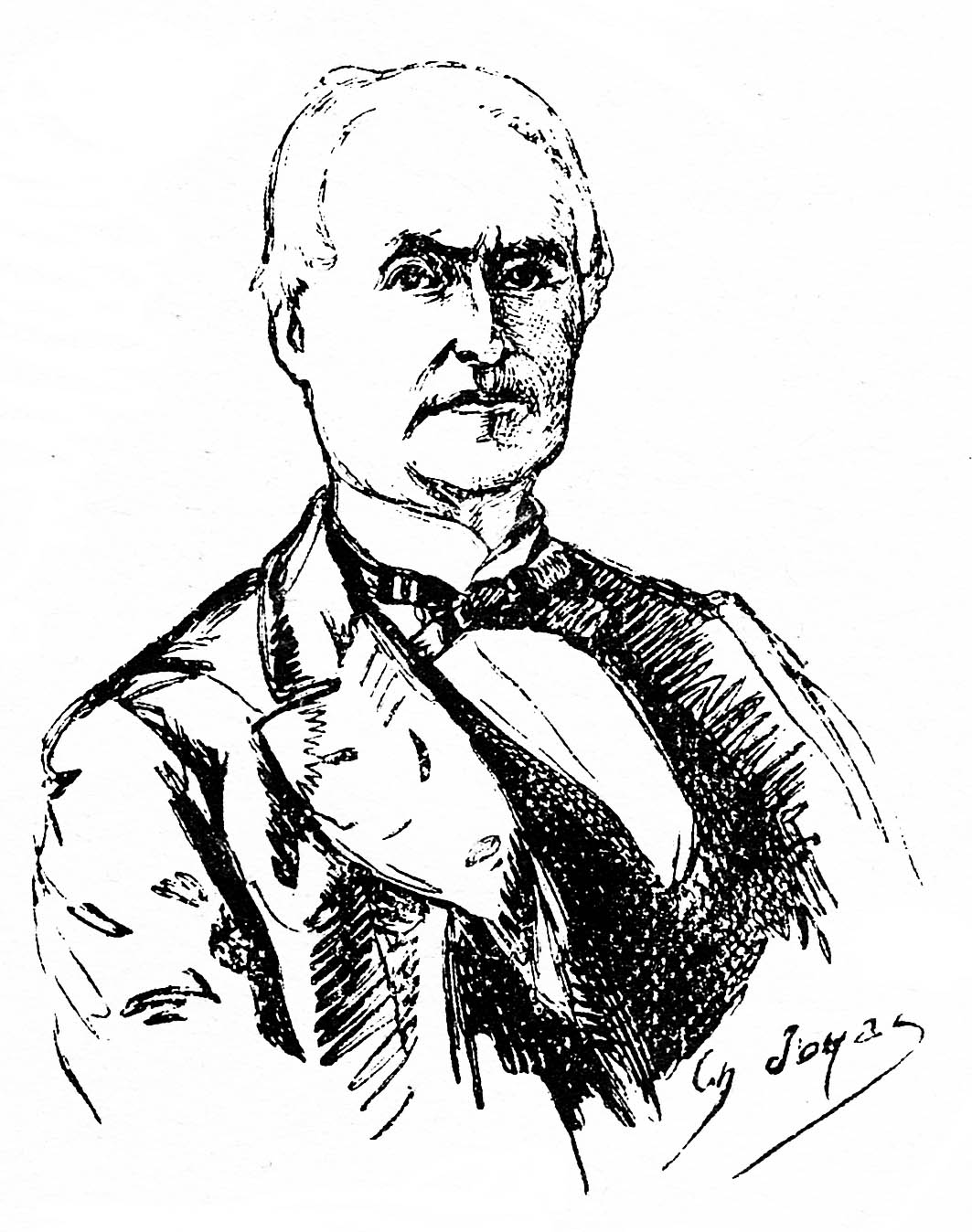
2. Lézat

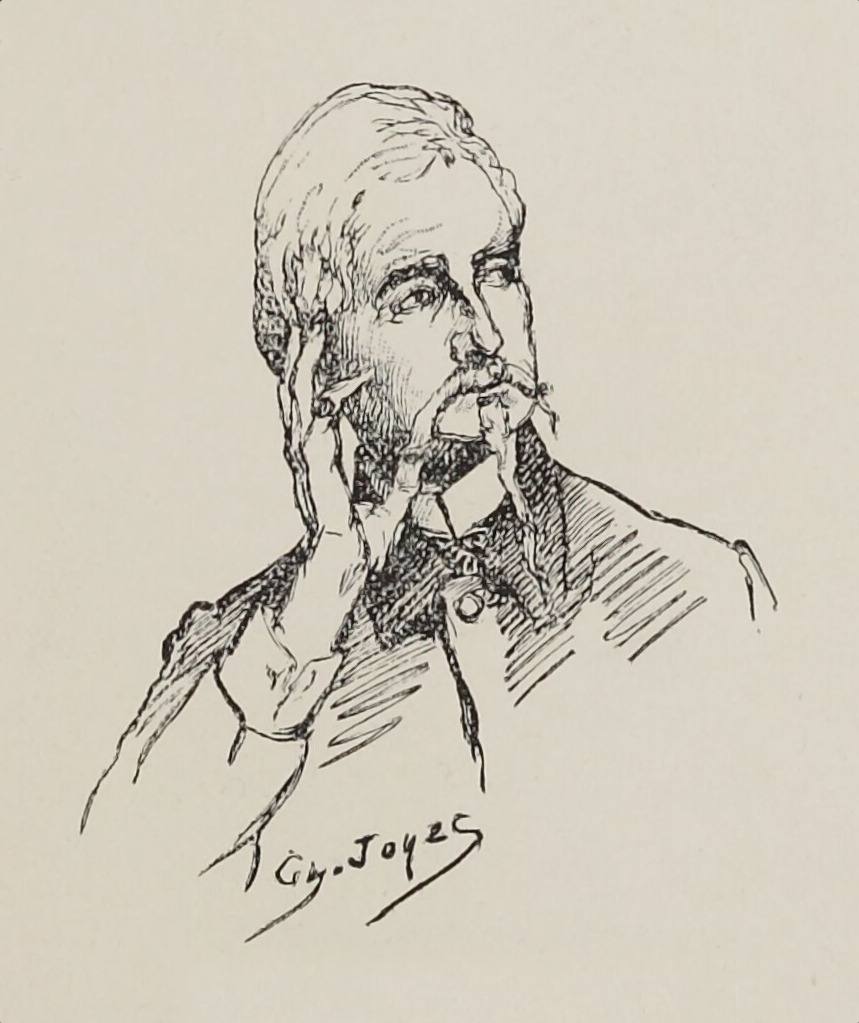
3. Russell

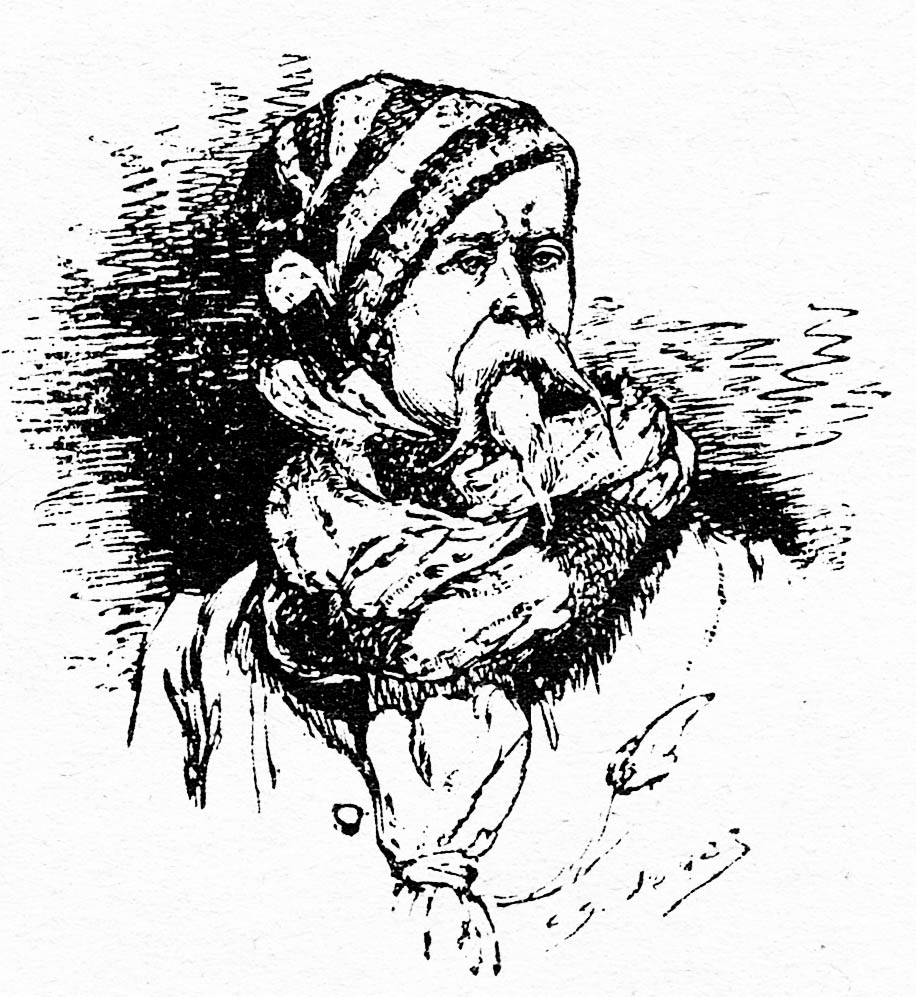
4. Nansouty

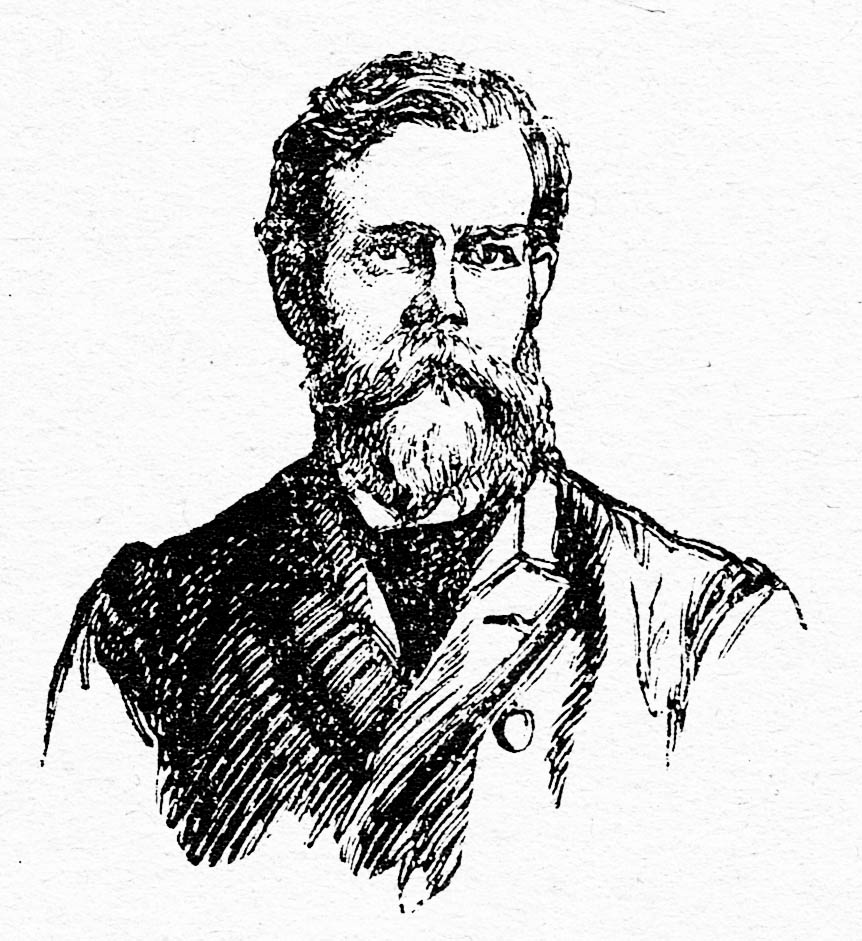
5. Schrader

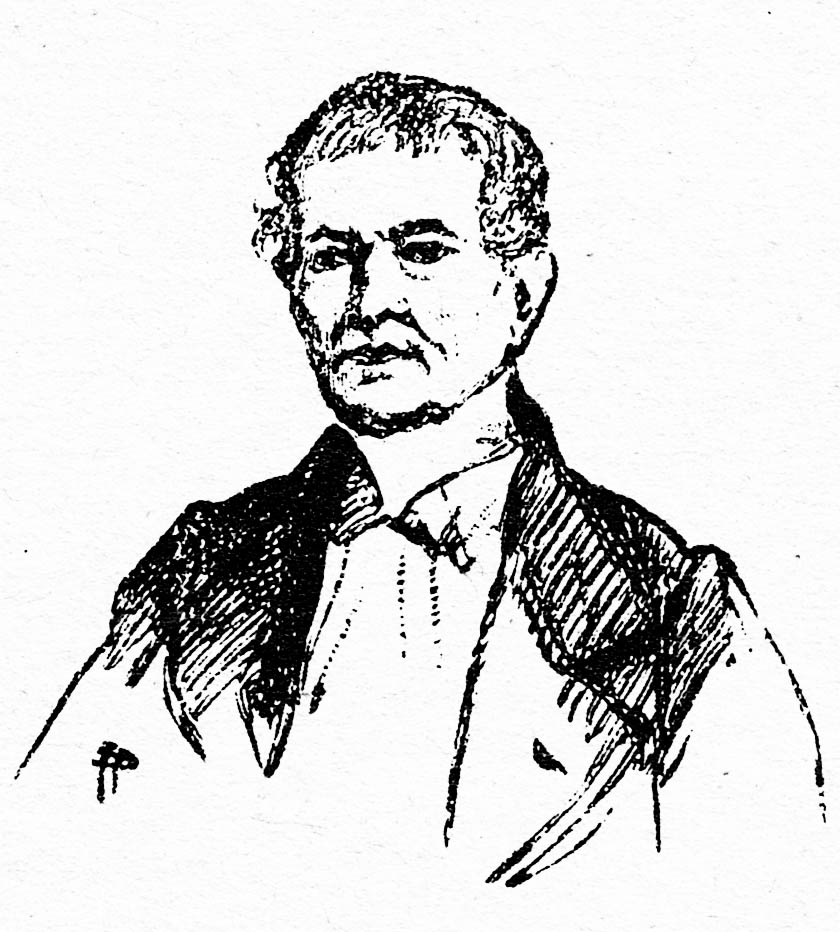
6. Chausenque

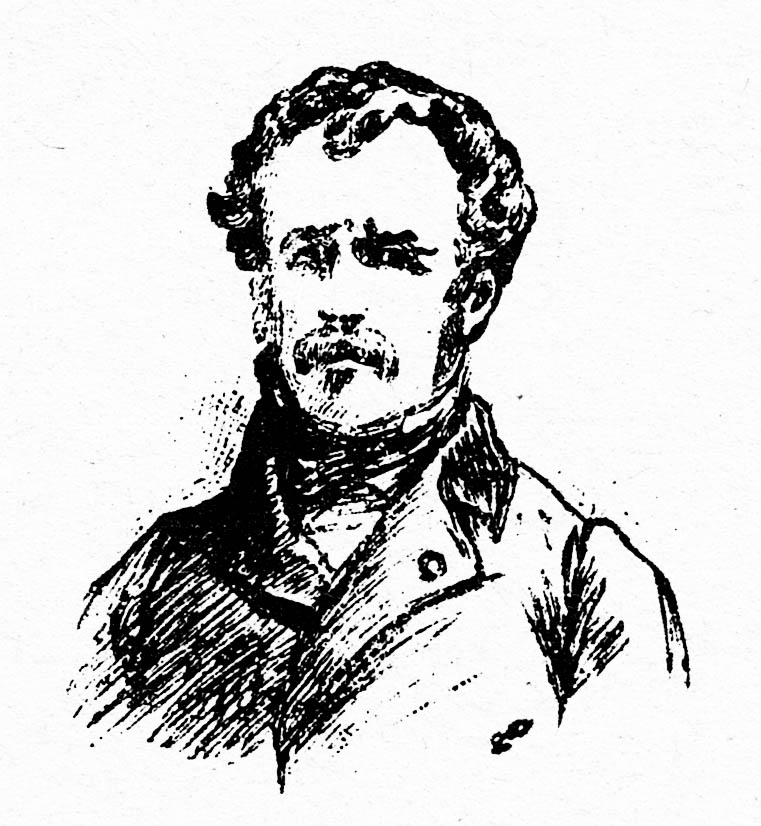
7. Peytier

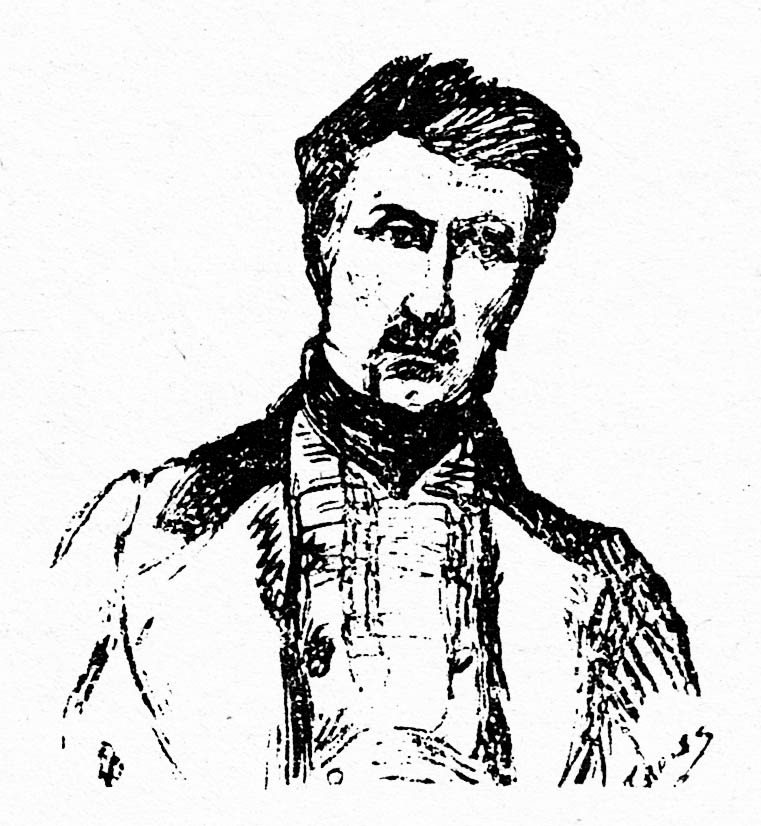
7. Hossard

Les sept tomes traitent de la découverte des Pyrénées dans la chronologie. Les sous-titres de chaque tome, avec les vignettes de Charles Jouas, sont les suivants :

### Tome 1
Ramond - La littérature pyrénéiste de l’Empire et de la Restauration - Les officiers géodésiens.

### Tome 2
Chausenque - Romantisme - Franqueville et Tchihatcheff - Les officiers topographes - Lézat - Tonnellé.

### Tome 3
Russell - Packe - Les Pyrénées sauvages - La Société Ramond - Nansouty.

### Tome 4
La Pléiade - Le versant espagnol - Lequeutre - Wallon - Schrader - Gourdon - Saint-Saud.

### Tome 5
Les sierras - Cent ans après Ramond - Les grottes du Vignemale - Le pyrénéisme alpiniste.

### Tome 6
Après cent ans - Les pics d’Europe - L’excursionnisme - Le pyrénéisme impressionniste.

### Tome 7
Les Pyrénées-Orientales et l’Ariège - Centenaire du Mont-Perdu - Le pullulement photographique - La vulgarisation et l’utilitarisme.

## Éditions
- Cent ans aux Pyrénées, première édition, de 1898 à 1904,
- Réédition, Les Amis du Livre pyrénéen, Pau, 1977
- Réédition en 2 vol. (tomes 1 à 4, tomes 5 à 7), MonHélios, 2011  (ISBN 978-2-914709-95-8)

Sur Gallica : Cent ans aux Pyrénées (tome 6)